# Andrzej Szujecki
Andrzej Jerzy Szujecki (ur. 31 lipca 1929 w Stawiskach, zm. 9 października 2017 w Warszawie) – polski entomolog i leśnik, członek rzeczywisty Polskiej Akademii Nauk, pracownik naukowy Szkoły Głównej Gospodarstwa Wiejskiego w Warszawie, doktor honoris causa tej uczelni (1999).

## Życiorys
Od 1938 uczył się w szkole powszechnej Marii Magdaleny we Lwowie, w 1940 został razem z matką wywieziony do Kazachstanu. Związek Radziecki opuścił z Armią Andersa w 1942, do 1944 przebywał w Iranie, do 1947 w Rodezji Północnej, następnie powrócił do Polski i zamieszkał w Ostrowi Mazowieckiej. W 1949 zdał maturę i został studentem Szkoły Głównej Gospodarstwa Wiejskiego w Warszawie. Studia ukończył w 1953 i został pracownikiem macierzystej uczelni, w Katedrze Ochrony Lasu. W 1962 został doktorem nauk leśnych, w 1966 habilitował się na podstawie badań ekologii chrząszczy z rodziny kusakowatych, w 1974 otrzymał tytuł profesora nadzwyczajnego, w 1980 został profesorem zwyczajnym. W latach 1970–1975 i 1984-1991 był dziekanem Wydziału Leśnego SGGW, w latach 1975–1981 prorektorem SGGW.

## Działalność naukowa
W swoich badaniach zajmował się systematyką, taksonomią, morfologią, faunistyka i bionomią kusakowatych (Staphylinidae), a także ekologią owadów leśnych. Był autorem książek „Ekologia owadów leśnych” (1980, 1984), „Czy lasy muszą zginąć” (1992), „Entomologia leśna” (tom I i II – 1996, 1998), a także autobiografii „Do rozstajnych dróg, czyli rozliczenie z dzieciństwem”, był współautorem podręczników akademickich i książek naukowych: „Ochrona lasu” (1975), „Entomologia a ochrona środowiska” (1976), „Biologiczne metody walki ze szkodnikami roślin” (1978), „Kształtowanie się makrofauny po zalesieniu gleb porolnych” (1983 – kierownictwo i współautorstwo) oraz „Waloryzacja lasów Puszczy Białowieskiej (2001 i 2006 – kierownictwo i współautorstwo), autorem 6 zeszytów (nr 24 a, b, c, d, e, f) w serii „Klucze do oznaczania owadów Polski” obejmujących 15 podrodzin i 939 gatunków [[Kusakowate (owady)}Staphylinidae]] wydanych w latach 1961–2008 przez Polskie Towarzystwo Entomologiczne, redaktorem naczelnym trzytomowej racy „Z dziejów Lasów Państwowych i leśnictwa polskiego 1924-2004” (2006-2007).
W 1989 został członkiem korespondentem, w 2002 członkiem rzeczywistym Polskiej Akademii Nauk, od 1984 członkiem korespondentem, od 1990 członkiem zwyczajnym Towarzystwa Naukowego Warszawskiego. W latach 1984–1985 był zastępcą sekretarza Wydziału II Nauk Biologicznych, w latach 1985–1986 zastępcą sekretarza od 1968 był członkiem Komitetu Nauk Leśnych PAN, w latach 1981–1983 członkiem Komitetu Ekologii PAN, w latach 1981–1987 Komitetu Zoologii PAN. Był członkiem Polskiego Towarzystwa Entomologicznego, w latach 1967–1975 jego wiceprezesem, od 1998 członkiem honorowym, w latach 1981–1993 przewodniczącym ZG Polskiego Towarzystwa Leśnego, od 1991 członkiem honorowym PTL. W latach 1974–1991 przewodniczył radzie naukowej Instytutu Badawczego Leśnictwa, w latach 1980–1993 radzie naukowej Kampinoskiego Parku Narodowego.

## Działalność naukowo-polityczna
W latach 1981–1984 był wiceprzewodniczącym Rady Konsultacyjnej ds. leśnictwa przy Ministrze Leśnictwa i Przemysłu Drzewnego, w latach 1986–1989 przewodniczącym sekcji leśnictwa i drzewnictwa Rady Naukowo-Technicznej przy Ministrze Rolnictwa, Leśnictwa i Gospodarki Żywnościowej. W latach 1993–1997 był podsekretarzem stanu w Ministerstwie Ochrony Środowiska, Zasobów Naturalnych i Leśnictwa, gdzie nadzorował pion leśnictwa. Opracował tzw. Polską Politykę Ochrony Zasobów Leśnych (1994) i Politykę Leśną Państwa (1997), zainicjował powstanie Centrum Edukacji Przyrodniczo-Leśnej w Rogowie oraz pisma „Poznajmy Las”. W latach 2002–2003 był doradcą Ministra Środowiska, w latach 2002–2005 przewodniczącym rady leśnictwa przy Ministrze Środowiska. Uczestniczył także w europejskich i światowych gremiach planujących politykę leśną, m.in. w latach 1994–1997 był członkiem Rady Zarządzającej Europejskiego Centrum Ochrony Przyrody, brał udział w Światowych Kongresach Leśnych (1985 i 1997), Konferencjach Stron Konwencji o Różnorodności Biologicznej (1994, 1996), Światowej Konwencji Leśnej FAO (1995), III Komisji Trwałego Rozwoju ONZ (1995), konferencji Klubu Brukselskiego nt. zrównoważonego leśnictwa (1996). Był przewodniczącym Konferencji IUFRO, ILO i FAO „Pożary Leśne” (1981) oraz honorowym przewodniczącym Konferencji Krajów europejskich nt. Rekreacja i Turystyka (1994).

## Odznaczenia i wyróżnienia[1][2][4]
- Krzyż Kawalerski Orderu Odrodzenia Polski (1974)
- Krzyż Oficerski Orderu Odrodzenia Polski (1990)
- Krzyż Komandorski Orderu Odrodzenia Polski (2004)
- Medal Komisji Edukacji Narodowej (1980)
- doktorat honoris causa Szkoły Głównej Gospodarstwa Wiejskiego w Warszawie (1999)
- Medal im. Wiktora Godlewskiego (2000)
- doktorat honoris causa Akademii Rolniczej im. Augusta Cieszkowskiego w Poznaniu (2001)
- Medal PAN im Michała Oczapowskiego (2007)